# Перынь
Перы́нь — урочище вблизи Новгорода. Предположительно, здесь находилось древнерусское языческое святилище, посвящённое славянскому богу-Громовержцу Перуну. На Перыни располагается Перынский скит.

## Географическое положение
Исторически Перынь представляла собой остров, находившийся между речками Прость, Ракомка и рекой Волхов у самого его истока из озера Ильмень. В 300 м от Перыни находится Селище на реке Прость, которое, возможно, являлось центром словен Ильменского Поозерья.
После того, как в 1960-х годах водный режим был нарушен строительством насыпной дамбы для прокладки дороги к острову, пойма реки Прость заметно уменьшилась и сильно заболотилась. В результате остров превратился в полуостров, а затем — во всхолмление, превращающееся в полуостров в период весенних паводков. Севернее, вниз по течению находится Юрьев монастырь, далее, в 6 км — Великий Новгород.
На фоне окружающего ландшафта Перынь заметно выделяется благодаря произрастающим на острове соснам. Сосновая роща была посажена в конце XIX века.

## История
Новгородские летописи сообщают, что в 980 году в верховьях Волхова воеводой киевского князя Владимира (во время проводимой им реформы славянского язычества) Добрыней был установлен идол Перуна. В связи с принятием христианства Добрыня вместе с Иоакимом Корсунянином разорил требища, а идол Перуна срубил и сбросил в Волхов. Летопись так сообщает об этом событии:
«В лето 6497 … прииде к Новуграду архиепископ Аким Корсунянин, и требища разруши, и Перуна посече, и повеле влещи его в Волхово; и поверзьше уже, влечаху его по калу, биюще жезлеемъ …».
Позднее в Перыни был основан одноимённый Перынский монастырь (скит), который впервые упоминается в летописи в 1386 году и просуществовал до 1922 года. Однако наиболее древним из сохранившихся его памятников является церковь Рождества Богородицы, построенная на рубеже XII—XIII столетий.
В местных новгородских преданиях вплоть до XX века сохранялась память об этом месте и существовал обычай бросать монету в Волхов, проплывая мимо Перыни.

## Археологическое изучение
Раскопки в Перыни проводились в 1948 году (руководитель А. Ф. Медведев), и 1951—1952 годах (руководитель В. В. Седов). В ходе работ на вершине древнего холма была открыта площадка диаметром 21 м, окружённая рвом шириной 5—7 м и глубиной до 1 м. При этом внутренняя граница рва образовывала практически правильный круг, а внешняя была неровной и имела отдельные выступы. На дне рва обнаружены угли, а в центре площадки зафиксирована яма от массивного столба. В стороне от комплекса были обнаружены остатки ещё двух подобных рвов.
Перынское святилище было реконструировано Седовым в виде находящейся на возвышенности площадки круглой формы диаметром в 21 метр, посередине которого стоял деревянный идол Перуна. Яма при этом была интерпретирована как его основание, диаметром в 65 см. По периметру этого круга был вырыт кольцеобразный ров с 8 дугообразными выступами, служившими для разжигания кострищ. Вокруг идола Перуна находились другие идолы, также окружённые аналогичными рвами.
Данная интерпретация получила широкую известность и вошла в научную литературу. Но при этом она не является единственной и бесспорной. По мнению некоторых авторитетных исследователей (В. Я. Конецкий, Л. С. Клейн и др.) выявленные объекты представляют собой остатки крупных сопок. При их раскопках наблюдаются аналогичные рвы со следами огня и остатки деревянных столбов в центре круглой площадки, служившей основанием насыпи. По мнению вышеупомянутых исследователей, в Перыни располагалась группа сопок, которая в какой то момент была срыта (на это указывает то, что центральный ров был единовременно засыпан однородным жёлтым песком, возможно, из срытого кургана).
Реконструкцию святилища В. В. Седовым также критиковал археолог Е. Н. Носов. При этом наличие в Перыни дохристианского культово-погребального комплекса он счёл несомненным.